# John Kemp Starley

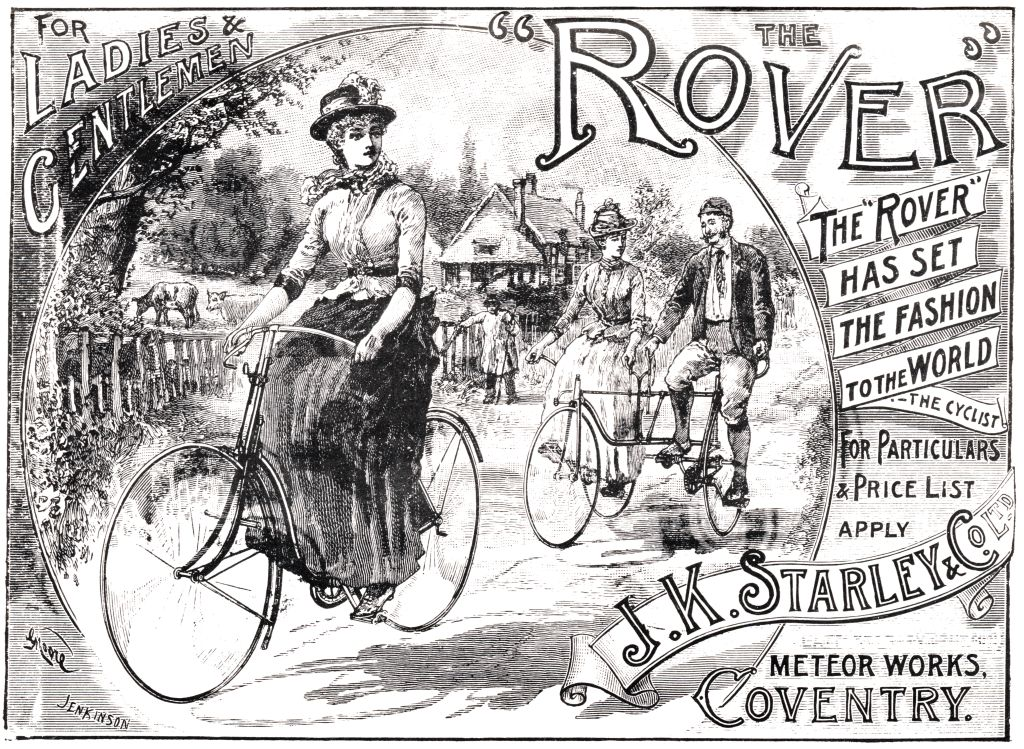
Anuncio de J. K. Starley & Co. Ltd

John Kemp Starley (14 de diciembre de 1854 – 29 de octubre de 1901) fue un inventor e industrial inglés, ampliamente considerado como el artífice de la bicicleta moderna. Ideó el nombre de Rover para comercializar su bicicleta, nombre que posteriormente ha sido utilizado para designar diversos tipos de vehículos.

## Semblanza
Starley nació en 1854 en la localidad de Church Hill, Walthamstow, cerca de Londres. Era hijo de un jardinero, John Starley, y de Mary Ann Cippen. En 1872 se trasladó a Coventry para trabajar con su tío, el inventor James Starley. Allí también coincidió con William Hillman, dedicándose durante varios años a la fabricación de los biciclos Ariel.
En 1877 se asoció con William Sutton, un entusiasta del ciclismo local, con quien fundó la compañía Starley & Sutton. Se centraron en el desarrollo de bicicletas  más seguras y más fáciles de utilizar que los biciclos con enormes ruedas delanteras habituales por entonces. Empezaron por fabricar triciclos, y hacia 1883 comenzaron a comercializar sus productos con la marca "Rover".
En 1885, Starley hizo historia cuando  produjo la bicicleta de seguridad Rover. La Rover era una bicicleta de tracción trasera por cadena, con dos ruedas de tamaño similar, y mucho más estable que los diseños anteriores de biciclos de ruedas altas. La revista Cycling afirmó que la bicicleta Rover había "establecido un patrón de alcance mundial" ("set the pattern to the world") y la frase fue utilizada en sus anuncios durante muchos años.
En 1889, la compañía pasó a denominarse J. K. Starley & Co. Ltd, y a finales de la década de 1890 cambió de nuevo su nombre, denominándose desde entonces Rover Cycle Company Ltd.
Starley murió repentinamente en 1901, y fue sucedido como director gestor de la empresa por Harry Smyth. Poco tiempo después de la muerte Starley, la compañía Rover comenzó a construir primero motocicletas y más adelante coches.

## Imágenes
Distintos modelos de la bicicleta Rover:
|  |  |  |